# Artère ptérygoméningée
L'artère ptérygoméningée (ou artère petite méningée) est une artère systémique inconstante de la tête. Elle vascularise le ganglion trigéminal et la dure-mère voisine.

## Origine
L'artère ptérygoméningée est branche collatérale inconstante de l'artère maxillaire qui nait immédiatement après l'artère méningée moyenne. Son origine se situe en avant du col du condyle de la mandibule en regard de la face médiale du muscle ptérygoïdien latéral.
Mais elle peut naître directement de cette dernière comme rameau accessoire de l'artère méningée moyenne.

## Trajet
Après un trajet ascendant vertical, l'artère ptérygoméningée pénètre dans le crâne par le foramen ovale, accompagnée en avant et en dedans du nerf mandibulaire pour vasculariser le ganglion trigéminal et la dure-mère adjacente.

## Nomenclature
Environ 10 % seulement du sang circulant dans cette artère atteint les structures intracrâniennes. Le flux sanguin restant est dispersé dans les structures extracrâniennes autour de la fosse infratemporale.
Reflétant ce fait, Terminologia Anatomica (FMA) répertorie les entrées à la fois pour "branche accessoire de l'artère méningée moyenne" et "artère ptérygoméningée".